# Teratoscincus scincus
Espèce
Synonymes
- Stenodactylus scincus Schlegel, 1858

Teratoscincus scincus ou Gecko aux yeux de grenouille est une espèce de geckos de la famille des Sphaerodactylidae.

## Répartition
Cette espèce se rencontre :
- au Qatar ;
- aux Émirats arabes unis ;
- à Oman ;
- dans le Centre et l'Ouest de l'Iran ;
- dans l'ouest de l'Afghanistan ;
- dans l'ouest du Pakistan ;
- dans l'ouest de la République populaire de Chine ;
- au Kazakhstan ;
- au Turkménistan ;
- en Ouzbékistan ;
- au Tadjikistan.

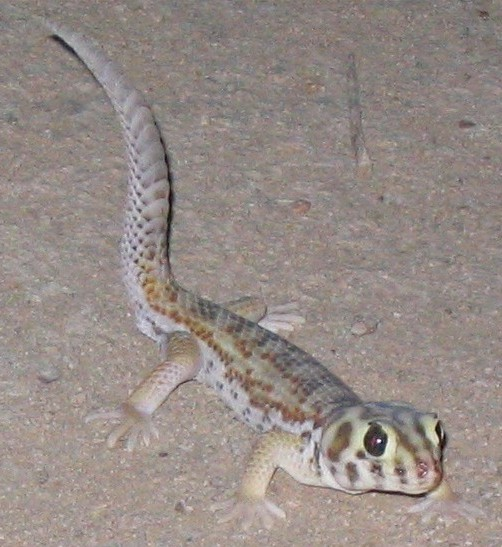
Teratoscincus scincus scincus
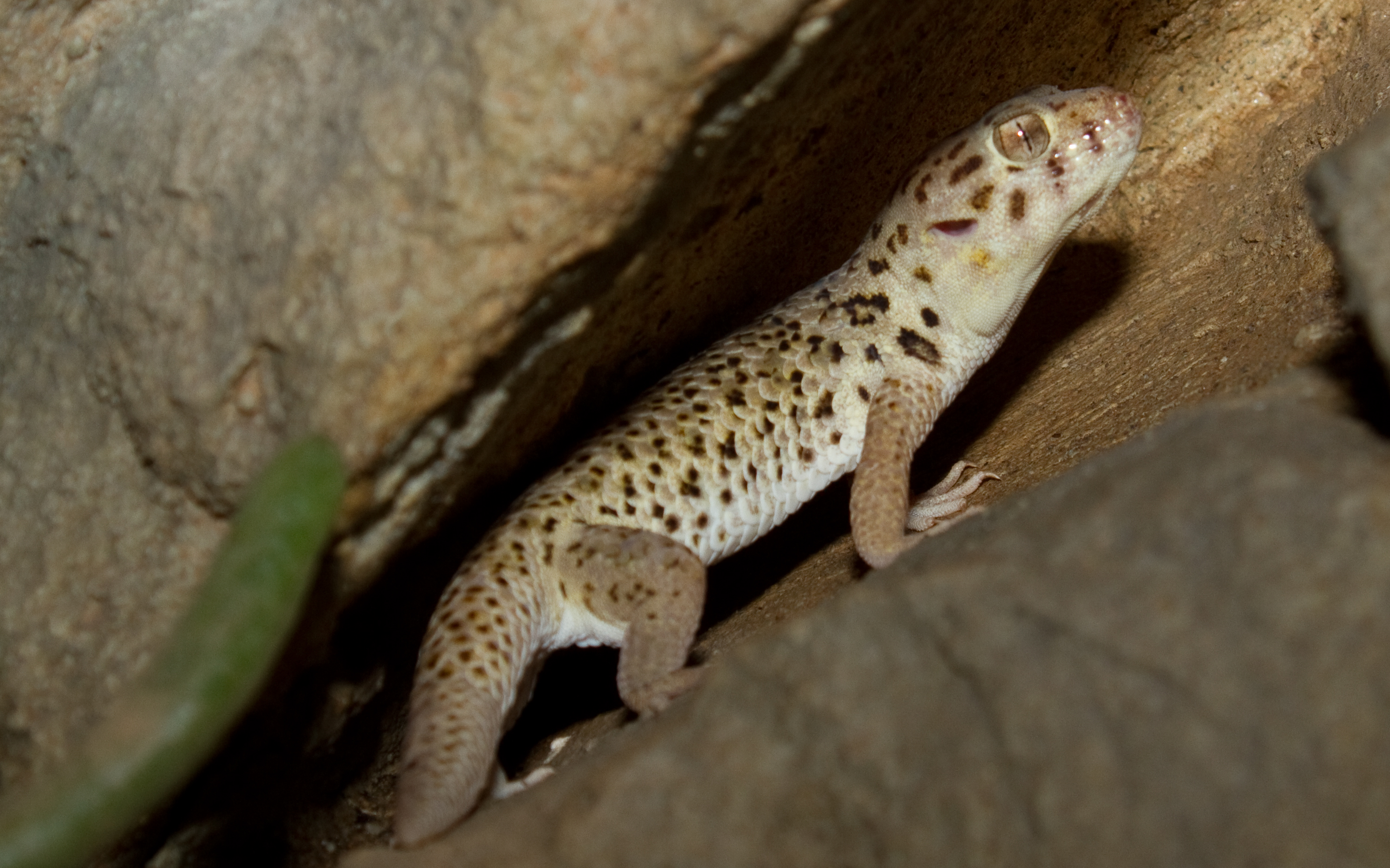
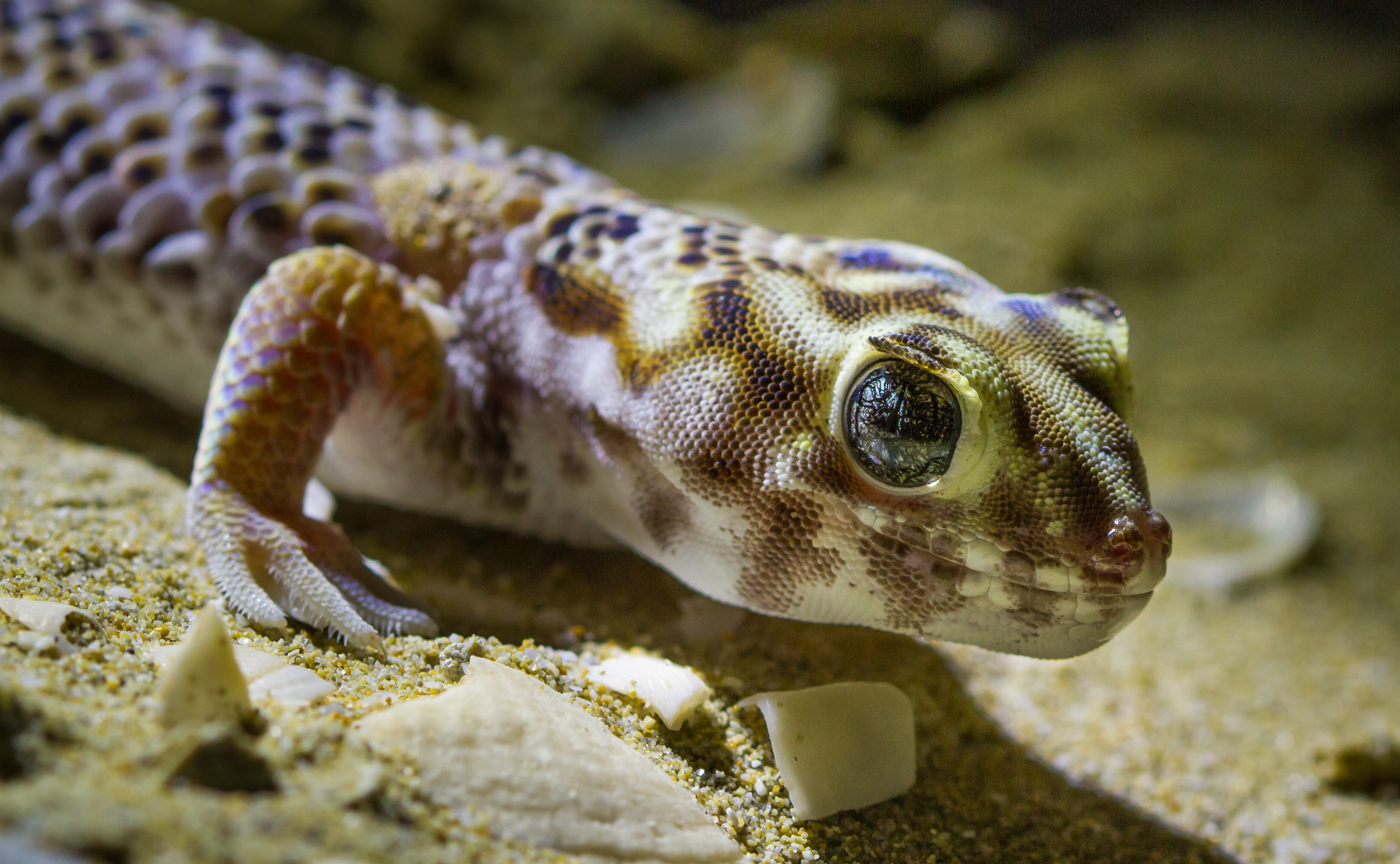
Teratoscincus scincus dans le zakaznik de Қарақия-Қаракөл қорықшасы (kk), Kazakhstan. Aout 2017.

## Liste des sous-espèces
Selon The Reptile Database (27 mars 2015) :
- Teratoscincus scincus rustamowi Szczerbak, 1979
- Teratoscincus scincus scincus (Schlegel, 1858)

## Description
C'est un gecko nocturne et insectivore, dont la taille varie fortement selon les sous-espèces : de 5 cm (Teratoscincus scincus keyserlingii) à 20 cm (Teratoscincus scincus scincus). 
Quand il agite lentement la queue, le frottement des écailles les unes sur les autres produit un sifflement, bruit qu'il utilise pour se défendre.
Les mâles ont des renflements à la base de la queue, correspondant aux logements des hémipénis. La reproduction a lieu au printemps, et est déclenchée par le retour des fortes chaleurs. Les œufs incubent durant environ trois mois.

## Publications originales
- Schlegel, 1858 : Handleiding tot de Beoefening der Dierkunde, Breda, Koninklijke Militaire Akademie, vol. 2 (texte intégral).
- Shcherbak, 1979 : Teratoscincus scincus rustamowi ssp. n., Sauria, Reptilia) in Protection of Nature in Turkistan, vol. 5, p. 129-138.